# Circo (banda)
Circo es una banda indie de Puerto Rico formada en el 2001 por tres exintegrantes del conocido grupo El Manjar de los Dioses. Estos fueron José Luis Abreu “Fofé”, excantante y director de la mencionada agrupación; el tecladista Edgardo "Egui" Santiago y José David Pérez en la batería. 
A éstos se unieron entonces Nicolás Cordero y Orlando Méndez, bajista y guitarrista respectivamente.
Al ser interrogados por el nombre elegido para la agrupación los integrantes indicaron "Es sólo es una excusa para reinventar nuestro sonido cada vez que así lo deseemos."
Con sonidos característicos del funk, lounge y el rock, Circo se convirtió de inmediato en exponente de un estilo matizado por una refrescante amalgama musical. Así puede ser apreciado en el trabajo discográfico del grupo que lleva el título de “No todo lo que es pop es bueno”, trabajo gracias al cual La banda ha fue nominada para varios Premios Grammy Latino en los Premios Grammy Latino del 2002, los Premios Grammy Latino del 2005 y los Premios Grammy Latino del 2008.

## No todo lo que es pop es bueno
La producción fue grabada en los estudios de Power Warehouse, espacio en el que figuras como Lenny Kravitz y el grupo Molotov han realizado parte de sus trabajos.
Para promocionar su disco la banda se presentó en numerosos lugares como el Iguana's Pub de Hato Rey así como en el Festival Arroyano, entre otros importantes lugares. Fuera de Puerto Rico, específicamente en el estado de California, participaron en “The Battle of the Bands”, competencia exclusiva de agrupaciones de la ciudad Los Ángeles. Allí el grupo Circo figuró como una de las atracciones especiales de la actividad al igual que populares bandas roqueras como Los Pericos, Aterciopelados, Cielo Ceniza, Víctimas del Dr. Cerebro, Pastilla, Amigos invisibles y los boricuas de La Secta.
Luego de su visita a la costa del Pacífico norteamericano los integrantes de Circo se trasladaron a la costa este del mismo país para presentarse en la ciudad de Miami. Después regresaron a Puerto Rico donde realizaron una presentación con los colegas chilenos de La Ley y Julieta Venegas.
Posteriormente fueron contratados para abrir el concierto de la famosa agrupación argentina Los Fabulosos Cadillacs en una gira de conciertos celebrada en México. También el portal de internet terra.com les extendió una invitación para ser parte de una serie de conciertos llevados a cabo en grandes centros urbanos como Nueva York, Los Ángeles y Chicago.
Este trabajo fue nominado a los Grammy Latinos en las categorías “Mejor Álbum Vocal Rock” y “Mejor Artista Nuevo”

## En el cielo de tu boca
Tras su primer disco, la banda comenzó a definir una proyección musical desde una perspectiva en que prevalecia la nostalgia por sus influencias primarias, la música con la cual crecieron, que incluía desde el New Wave ochentero hasta el retro de los años setenta y, obviamente, las tendencias futuristas de la electrónica.
"Es muy normal para el rockero latinoamericano estar influenciado por artistas como The Cure y Sandro de América, por dar un ejemplo. En la canción titulada “Me saben a miel”, se aprecia esa onda retro 70’s con una letra que no es más que un despecho amoroso bajo el efecto alucinógeno de una ingesta de hongos, muy comunes en nuestra isla."
Este trabajo fue nominado a los Grammy Latinos en las categorías “Album Alternativo” y “Canción Rock” (Un Accidente)

## Cambio en la formación
Tras finalizar la grabación del segundo disco del conjunto, el bajista de la banda Nicolás Cordero, comunicó su partida, ante lo cual el grupo se estableció como un cuarteto

## Cursi
Disco elaborado para "gente apasionada que no tiene miedo a vivir sus experiencias al máximo", según comentario de sus miembros, fue lanzado en agosto del año 2007.
Este trabajo logró cosechar dos nominaciones al Grammy Latino, en las categorías “Mejor álbum alternativo” y “Mejor canción alternativa” con el sencillo “Alguien”

## Pausa
Tras la promoción de su tercera producción Cursi, la banda anunció la realización de proyectos individuales por parte de sus integrantes, iniciando así una prolongada pausa respecto de Circo, que duró hasta su aparición en el festival musical, "Local Movement", en fecha 25 de junio de 2016

## Adiós, Hola
El 26 de enero de 2018 la banda, anunció por medio de sus redes sociales, que se encontraba trabajando en música nueva.
En diciembre del 2019 Fofé, Egui, David y Orlando regresaron a los estudios de grabación para trabajar en su primer álbum como Circo en trece años. La nueva producción fue grabada en su totalidad en Puerto Rico y fue grabada durante los terremotos que sufrió la isla y la pandemia global de 2020. Todas estas situaciones se reflejan y sirvieron de inspiración para esta nueva producción llamada “Adios, Hola”, que fue lanzada al mercado a inicios de 2020
A diferencia de sus trabajos anteriores, este trabajo tiene un sonido muy melancólico.